# 큰긴발톱쥐
큰긴발톱쥐(Chelemys megalonyx)는 비단털쥐과 긴발톱쥐속에 속하는 설치류의 일종이다. 칠레 중부 지역의 토착종이다.